# 乔·约翰逊 (斯诺克球手)
乔·约翰逊（Joe Johnson，1952年6月29日—），英格兰退役斯诺克球手，曾于1986年获得斯诺克世界锦标赛冠军。
约翰逊出生于布拉德福德，曾于1978年打入世界业余斯诺克锦标赛决赛，并于次年转为职业球手。在1986年斯诺克世界锦标赛开赛前，约翰逊甚至从未在世界锦标赛上获得一场胜利，其夺冠赔率为150-1。但是他神奇地在1/4决赛中9-12落后时连扳四局淘汰了特里·格里芬斯，并杀入决赛。在决赛中他的对手是全盛时期的史蒂夫·戴维斯，但是他仍然能够以18-12获得胜利。次年他再一次杀入决赛，但是这一次以14-18败在史蒂夫·戴维斯手下，未能卫冕。
约翰逊在1988年后并无太多出彩表现，1991年后他再未能获得世界锦标赛参赛资格。2004年，约翰逊宣布退役。他职业生涯最高排名为第5位。